# 林起龍
林起龍（？—1667年），順天府大興縣人，清朝官員。

## 生平
林起龙祖籍福清，在康熙初年任职户部侍郎和漕运总督等，举家迁入顺天府大兴县。順治三年（1646年）進士，擔任吏部給事中，曾奏請把白蓮教定義為邪教，歷任大理寺卿、工、戶兩部侍郎、鳳陽巡撫、漕運總督等職。於順治十八年（1661年）十月至康熙六年（1667年）五月期間，奉旨接替蔡士英擔任漕運總督，統管全國漕運事務。康熙六年（1667年）因未能糾察當時運丁夾帶貨物之事被御史張志尹糾正舉發，被聖祖詰斥，降三級致休，卒。

## 延伸阅读
[在维基数据编辑]
 《清史稿·卷244》，出自趙爾巽《清史稿》

| 官衔          | 官衔                                     | 官衔          |
| ------------- | ---------------------------------------- | ------------- |
| 前任： 蔡士英 | 漕運總督（第五任） 1661年10月－1667年9月 | 繼任： 屈盡美 |